# 科兰科伊尔
科兰科伊尔（Kollankoil），是印度泰米尔纳德邦Erode县的一个城镇。总人口8754（2001年）。

## 人口
该地2001年总人口8754人，其中男性4408人，女性4346人；0—6岁人口642人，其中男331人，女311人；识字率60.40%，其中男性为71.32%，女性为49.31%。